# Reitoru
Reitoru és un atol de les Tuamotu, a la Polinèsia Francesa. Està situat al centre de l'arxipèlag, a 50 km al sud-oest d'Hikueru, i pertany a la comuna d'Hikueru.

## Geografia
La superfície terrestre és d'1,4 km². La llacuna interior, de 0,6 km², és tancada sense cap pas navegable. L'atol està habitat irregularment per un petit grup d'unes deu persones que practiquen el cultiu de perles i la recol·lecció de copra. Tanmateix, no està oficialment habitat permanentment a partir del 2017.

## Història
L'atol va ser descobert pel francès Louis Antoine de Bougainville, el 1768. Tanmateix, l'any següent el va seguir James Cook, que va desembarcar a l'atol el 7 sense posar-li nom. Va ser llavors el navegant Edward Belcher qui la va visitar dues vegades 8 i 29 i la va anomenar Illa dels Ocells a causa de les grans poblacions d'ocells que hi havia.